# 임인수
임인수 (林仁洙, 1919년 ~ 1967년)는 한국의 아동문학가이자 시인이다. 경기도 김포에서 출생하였으며, 한국신학교를 졸업하였다. 1944년 <봄바람>을 발표하여 문단에 등장하였으며, 동시와 동화를 계속 발표하였다. 그는 기독교적 선의의 바탕에서 허무의 극복을 시도하였다. 작품으로 동화 <눈이 큰 아이>와 시집 <주의 곁에서> 등이 있다. 